# Lamberti (famiglia)
I Lamberti sono stati un'importante famiglia della Firenze del X, XI e XII secolo. 

## Storia
Era una famiglia di antica origine, tradizionalmente riferiti come scesi dalla Germania al seguito dell'imperatore Ottone I, e molti membri della famiglia ricoprirono importanti ruoli nella società comunale. 
Lamberto fu vescovo di Firenze dal 1025 al 1032. Alcuni membri furono condottieri. Quando Firenze fu lacerata dai continui scontri tra guelfi e ghibellini, i Lamberti si schierarono dalla parte questi ultimi. Furono, come tutte le altre famiglie ghibelline, inizialmente a capo della città, poi esiliati; tornarono di nuovo al comando, per poi essere nuovamente esiliati. Mosca dei Lamberti è stato uno dei membri più celebri di questa illustre famiglia, e nell'incertezza dei suoi consorti Amidei se vendicarsi di Buondelmonte de' Buondelmonti pronunciò la famosa frase: «Cosa fatta capo ha». Furono esiliati e le loro case confiscate, tra cui la torre che divenne la sede della Parte Guelfa e il gruppo di case noto come dado dei Lamberti (che darà ancora oggi nome alla centrale via de' Lamberti). 
Dopo l'esilio numerose altre nobili famiglie Lamberti si registrano a Bari, Belluno, Brescia, Cuneo, Milano, Palermo, Treviso, Venezia e Verona, alcune oggi estinte. A Firenze alcuni di loro vennero poi riammessi e aggiunsero al cognome quello di Rossellini Gualandi.
Ebbero la villa di Poggio a Uzzano, su cui si trova una lapide dettata da Isidoro Del Lungo per Carlo Mario de' Lamberti caduto in Africa nel 1896. Mario Lamberti fu invece un generale del Regno e vicegovernatore dell'Eritrea.

## Arma
D'azzurro, a sei palle d'oro, con numerose varianti.